# 게 성운
좌표:  05h 34m 31.97s, +22° 00′ 52.1″
게 성운(M1, NGC 1952)은 황소자리 방향에 있는 초신성 잔해이자 펄사풍 성운이다. 게 성운의 이름은 윌리엄 파슨스가 1842년 36인치 망원경으로 관측한 후, 게 모양으로 기록해 둔 것에서 유래되었다. 1731년, 존 베비스(John Bevis)가 발견했다. 1054년 출현하여 아랍 제국, 중국, 일본 등에 기록된 초신성 1054이 폭발하여 형성된 천체이다.

## 관측 여부
겉보기 등급이 +8.4로 맨눈으로 볼 수 없으나 쌍안경을 사용한 맑은 조건에서 관측할 수 있다.

## 위치
게 성운은 우리 은하의 페가수스 팔에 위치해 있으며, 지구로부터 2kpc(6,500광년)만큼 떨어져 있다.

## 에너지 방출
게 성운은 하늘에서 가장 강한, 지속적인 에너지 방출원으로 그 크기는 1012 eV를 웃돌며, 그 중, X선 및 감마선의 에너지는 30 keV를 웃돈다.
지구에서 약 6,500 광년 떨어져 있으며, 성운의 지름은 11 광년이다. 현재도 초속 1,500 km의 속력으로 중심에서 바깥쪽으로 퍼지고 있다. 우리 은하의 페르세우스자리 팔의 한 부분이기도 하다. 

## 지름
성운의 크기는 3.4pc(11광년)정도이다.

## 중심부
성운 중심에는 지름이 대략 28~30 km의 게 성운 펄사가 있는데, 1초에 약 30여번 자전하면서 전자기파를 방출한다. 인류 역사에서 초신성 폭발과 연관된 최초의 천체이다.
엄폐가 일어날 때는 방출되는 전자기파와 성운을 가리는 천체를 이용하여 연구하기도 한다. 1950년대와 60년대, 게 성운에서 방출된 전파가 태양의 코로나를 뚫고 나오는 것이 관측되었으며, 2003년에는 X선이 토성의 위성, 타이탄의 대기에 차단되는 것이 확인되었다.

## 명칭
초신성 1054의 잔해는 게 성운으로 알려졌으며, 1758년, 메시에 천체 목록에 첫 번째로 올랐기 때문에, 메시에 (1 또는 M1)이라고 부르기도 한다.

## 기원
게 성운이 형성된 시기는 1054년에 출현한 초신성 1054과 일치한다. 1731년, 영국의 아마추어 천문학자, 존 베비스가 처음으로 발견했고, 1758년, 샤를 메시에가 다시 발견했다. 그는 게 성운을 밝은 혜성으로 여겼으나, 움직이지 않는 것을 알게 되었고, 혜성과 착각하지 않도록 하기 위해 새로운 목록(Messier Catalog)을 만들어 이 성운의 이름을 M1이라 하였다. 1848년, 윌리엄 파슨스(또는 로스 백작 3세)는 성운을 관측하고 형태가 게와 닮았다고 해서 게 성운이라고 이름 붙였다.
20세기 초, 당시의 사진 기술로는 게 성운이 퍼진다는 것을 밝혀내는 데 수 년의 시간이 걸렸다. 그리고 퍼진 자취를 거슬러 보면, 지금으로부터 약 900년 전에는 거대한 가스 구름이 한점에서 시작되었다는 것을 알 수 있다. 중국의 문헌에는 1054년에 새로운 별이 발견되었는데, 낮에도 볼 수 있을만큼 밝았다고 한다.
역사적인 기록으로는 초신성이 폭발한 후, 4월이나 5월 초에 출현했고, 7월에는 겉보기 등급이 -7~-4.5 등급까지 이르렀다고 한다. 초신성은 최초로 발견된 후로부터 2년 동안 맨눈으로도 볼 수 있었다. 남아있는 기록 덕분에, 게 성운은 초신성 폭발과 관련된 최초의 천체가 될 수 있었다.

## 물리적 특성

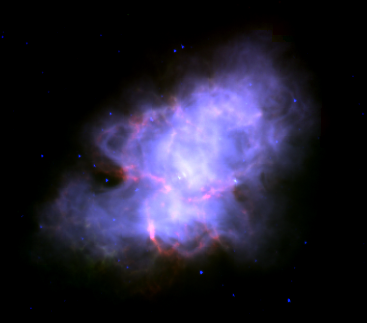
스피처 우주 망원경으로 적외선 영역에서 본 게 성운

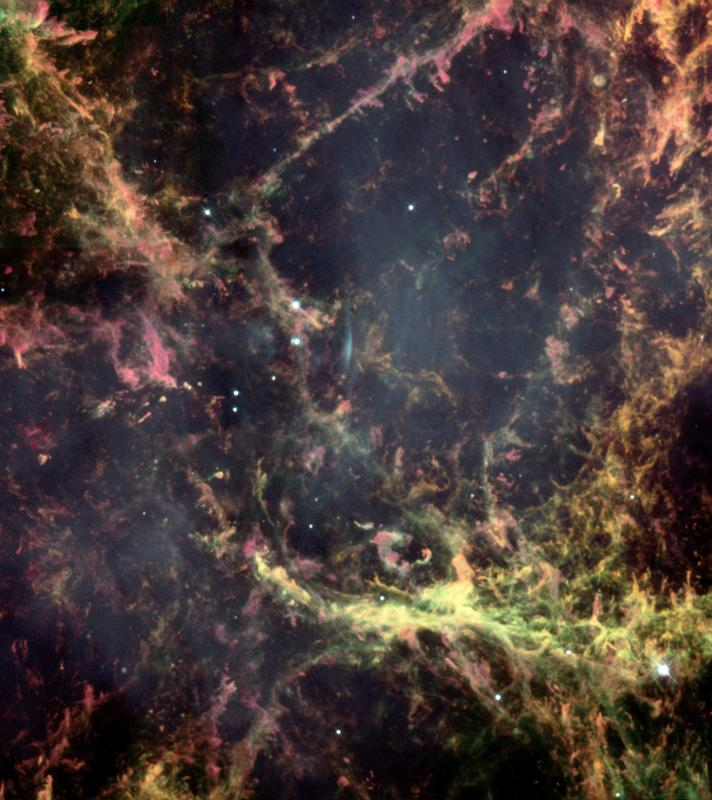
허블 우주 망원경으로 본 게 성운의 한 부분. 복잡한 필라멘트 구조에서 레일리-테일러 불안정성이 나타난다

가시광선으로 보면 대략 계란형의 필라멘트 덩어리로 보이며, 길이 6 분, 폭 4 분으로 중앙의 푸른 영역을 둘러싸고 있다. 3차원적으로는 회전타원체이다. 필라멘트는 원시 별의 대기의 잔해로, 주로 이온화된 수소 및 헬륨으로 이루어져 있다. 필라멘트의 온도는 11,000~18,000 K이고, 밀도는 cm3 당 1,300 개의 입자이다.
1953년, 소련의 천체물리학자, 이오시프 시크로브스키(Iosif Shklovsky)는 중앙의 푸른 영역은 싱크로트론 복사가 일어나는 곳이라고 주장했다. 3년 후, 그의 주장은 관측으로 확인되었다. 1960년대에는 성운의 중심에 있는 중성자별의 강력한 자기장이 그 원인이라는 것도 밝혀졌다.

### 거리
지구와의 정확한 거리는 측정한 방법에 따라서 일치하지 않았기 때문에 불분명했다. 2008년, 지구에서 약 6,500 광년 (약 2k 파섹) 떨어져 있는 것으로 총의가 모아졌다. 게 성운은 현재 초속 1,500 km의 속력으로 내부에서 바깥쪽으로 퍼지고 있다. 1973년과 2001년에 찍은 사진을 비교하여 거리가 추정되었다. 1973년에 여러 가지 방법을 이용하여 산출된 결과는 6,300 광년이었다. 장축을 따라 측정된 지름은 약 13 광년이다.
초신성이 폭발한 이후로 외부로 퍼져나가는 속도가 점차 빨라졌는데, 게 성운 펄사가 자기장에 에너지를 공급하는 것이 원인일 것이라고 추측된다.

### 질량
성운의 필라멘트에 있는 물질은 대부분 헬륨으로, 약 5 M☉이다.

### 헬륨이 풍부한 원환면
게 성운에서 물질이 많은 곳 중 한 곳은 펄사 영역을 동서로 가로지르는 원환면으로, 헬륨이 풍부하다. 보이는 물질이 25%로 구성되어있으며, 그 중 95%가 헬륨이다. 아직까지는 원환면의 구조에 대해서는 납득할 만한 설명이 없다.

## 중심부의 별
게 성운 중심에는 희미한 두 개의 별이 있다. 그 중 하나가 게 성운을 유지시키는 별로, 1942년에 루돌프 민코프스키(Rudolf Minkowski)가 발견했다. 1949년에는 강한 전파가, 1963년에는 X선원 확인되었다. 1967년에는 감마선 영역에서 밝은 천체 중 하나로 확인되었다. 1968년, 처음으로 게 성운 중심의 펄사가 발견되었다.
펄사는 강한 전자기파를 방출하는 별로, 짧은 시간 간격이지만, 매우 규칙적으로 파동을 방출한다. 당시, 이것을 관측한 연구 팀은 외계 문명에서 오는 신호라고 생각했다.
게 성운 펄사는 지름은 약 30 km, 복사 간격은 33 ms인 것으로 짐작된다. 파동은 전파에서 X선에 이르기까지 다양한 파장 대의 전자기파를 방출한다. 모든 외떨어진 펄사와 같이, 주기는 서서히 길어진다. 가끔, 자전 주기가 급격히 변할 때가 있는데, 이를 '글리치'(glitches)라고 한다. 펄사가 느려지면서 방출되는 막대한 에너지는 게 성운의 싱크로트론 복사 방출에 영향을 준다. 이 때의 광도는 태양의 약 75,000배이다.
펄사가 에너지를 방출하면 주위는 역동적으로 변한다. 대부분의 천체의 밝기는 오랜 시간동안 천천히 변하지만, 게 성운의 안쪽 부분은 며칠 간격을 두고 변한다. 가장 격렬한 곳은 펄사의 적도풍이 충격파를 만드는 곳으로, 이곳의 형태와 위치는 적도풍이 불면서 급격히 변하며, 펄사에서 게 성운 쪽으로 움직이면서 약해진다.

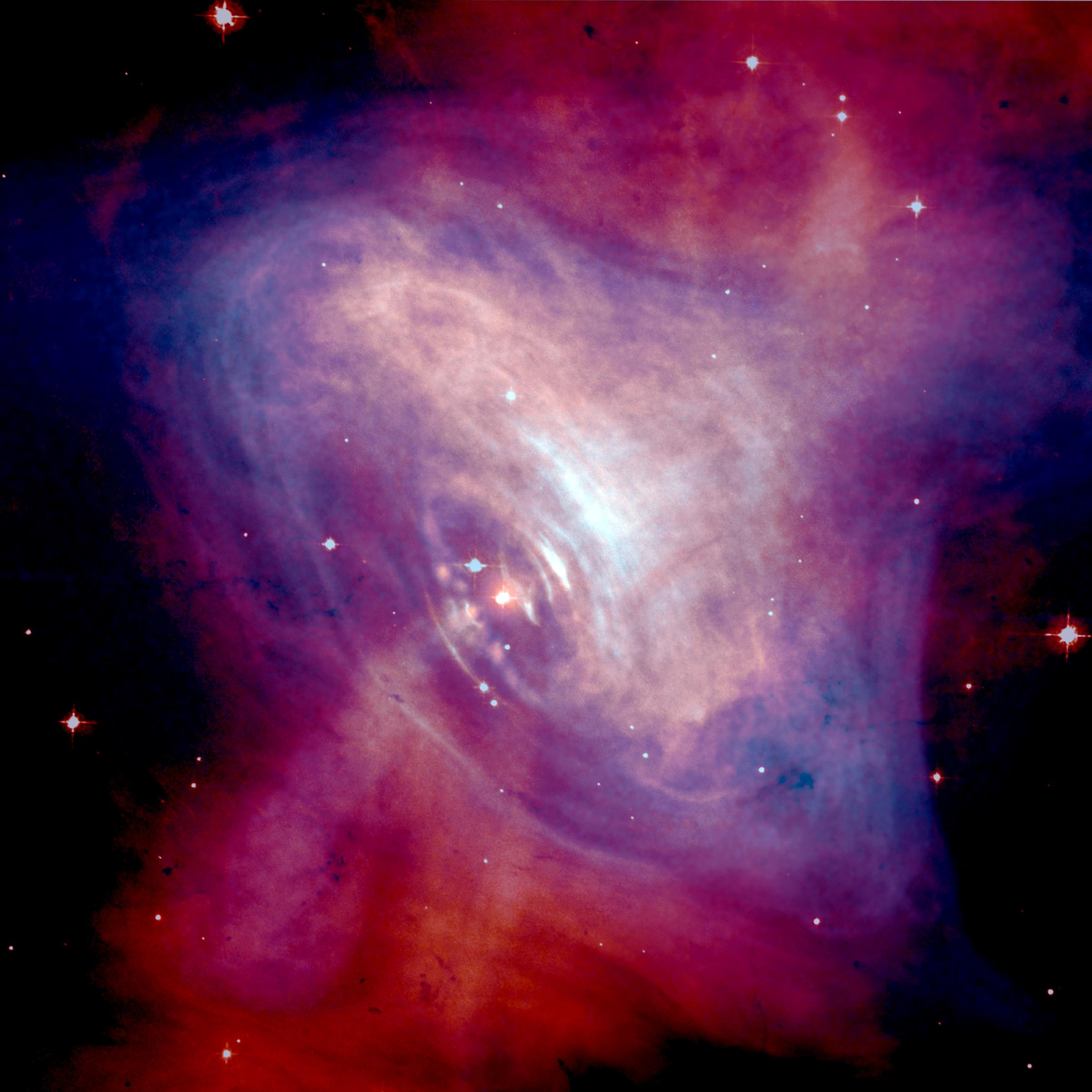
게 성운 펄사. 허블 우주 망원경과 찬드라 엑스선 관측선이 찍은 사진을 합성한 것이다.
- 펄사 주위 환경과 연관이 있는 것으로 보이는 게 성운의 X선 방출량 변화
- 페르미 감마선 우주 망원경이 찍은 게 성운의 슈퍼 플레어(Superflare)

## 원형 별

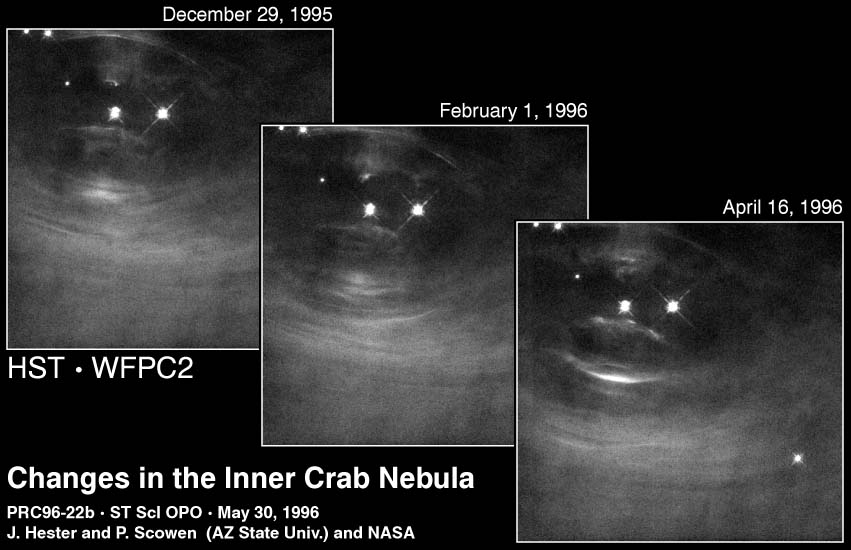
허블 우주 망원경이 찍은 네 달 동안의 변화를 나타내는 사진

초신성으로 폭발한 별은 "원형(原形) 별"(progenitor star)라고 불린다. 초신성이 될 수 있는 별은 두 종류로, 백색 왜성과 질량이 큰 별이다. Ia형 초신성의 경우, 대기가 백색 왜성 안쪽으로 붕괴되어 찬드라세카르 한계까지 질량이 증가하기 때문에 폭발하게 된다. Ib, Ic형 초신성과 II형 초신성의 경우에는 원형 별의 핵융합 반응이 종료되어 중심핵이 붕괴된다. 게 성운 펄사가 있다는 것은, Ia형 초신성은 펄사를 만들 수 없으므로, 원형 별은 반드시 중심핵이 붕괴되어 형성된 초신성일 수 밖에 없다는 것을 의미한다.
이론 상으로, 게 성운이 형성되기 위한 초신성의 질량은 10 ~ 12 M☉이다. 8 M☉ 미만의 별은 초신성을 폭발을 일으키기에는 부족한 것으로 취급되며, 행성상 성운을 남기고 일생을 마감한다. 반면, 12 M☉ 초과의 별은 게 성운에서 관측된 것과 다른. 다양한 화학적 조성의 성운을 형성한다.
게 성운을 연구하는데 있어서 골칫거리는 성운과 펄사를 합친 질량이 원형 별의 예상 질량보다 훨씬 작은데. 그 "빠진 질량"(missing mass)에 대한 답이 없다는 것이다. 성운의 질량을 추정하기 위해서는 방출된 빛의 총량과, 성운의 밀도 및 온도를 가지고 추정한다. 이를 토대로 얻어진 예상치는 1~5 M☉이며, 2~3 M☉이 통설로 여겨진다. 중성자별의 질량은 1.4~2 M☉정도로 추정된다.
"빠진 질량"을 설명할 수 있는 가장 명확한 이론으로는, 강한 항성풍을 내는 별을 울프-레이에별이라고 하는데, 여기서 초신성 폭발이 일어나기 전에 원래 별의 질량의 대부분이 사라졌을 것이라는 이론이 있다. 그러나 이 이론은, 성운 주위에 껍질이 있어야 하지만 아직 발견되지 않았다는 맹점이 있다.

## 태양계 천체의 일면 통과
게 성운은 황도에서 대략 1.5 ° 떨어져 있기 때문에, 달이나 행성 간의 일면 통과나 엄폐가 일어날 수 있다. 태양의 경우, 직접적으로 통과하지는 않고, 코로나만 앞을 지난다. 이런 현상이 일어날 때면 복사량이 달라지기 때문에 성운과 가리는 천체 모두 분석할 수 있게 된다.
달의 통과 현상으로 성운에서 방출되는 X선의 분포 지도를 만들 수 있게 되었다. X선 관측 위성이 발사되기 이전에는 낮은 분해능으로 관측할 수 밖에 없었는데, 달이 성운 앞을 지날 때의 위치가 매우 정확하게 측정되었기 때문에, 성운의 밝기 변화를 토대로 만들 수 있게 되었다. 게 성운에서 X선이 처음 관측되었을 때도 발생원의 정확한 위치를 알아내기 위해 달의 엄폐 현상을 이용했다.
매년 6월에는 태양의 코로나가 가린다. 이 때, 게 성운에서 발생한 전파의 변화를 이용하여 코로나의 밀도와 구조를 자세히 추론할 수 있다. 관측 초기에는, 이전까지 알려진 것보다 훨씬 더 멀리 코로나가 퍼져있다는 사실이 밝혀졌고, 이후의 관측으로 코로나는 고르게 분포하지 않는 것으로 밝혀졌다.
아주 드물게 토성이 게 성운을 지나는 경우도 있다. 이 현상은 2003년에 일어났는데, 당시에는 토성의 위성 중 하나인 타이탄이 게 성운을 가렸다. 이 때, 타이탄의 대기에서 X선이 차단되었기 때문에, 타이탄의 표면보다 넓은 X선 '그늘'이 발견되었다. 이 관측으로 타이탄 대기의 두께는 880 km 라는 것이 밝혀졌다.

## 사진첩

제임스 웹 망원경으로 퐐영한 게 성운

## 같이 보기
- 메시에 목록
- 초신성 잔해
- 게 성운 펄사